# Людовик де Бурбон, герцог Орлеанський
Людовик де Бурбон, герцог Орлеанський (4 серпня 1703, Версаль — 4 лютого 1752, абатство Святої Женев'єви, Париж) — третій в лінії герцогів Орлеанських, що йде від Філіпа I, молодшого брата Людовика XIV.

## Біографія
Єдиний син герцога Філіпа II Орлеанського (регент Франції в 1715—1723 роках) і його дружини мадемуазель де Блуа, позашлюбної дочки Людовика XIV і маркізи де Монтеспан. У 1723—1729 — спадкоємець короля Людовика XV (від смерті свого батька і до народження дофіна Людовика Фердинанда). На відміну від свого батька, був глибоко віруючим і не цікавився політикою. У 1721—1730 формально був головнокомандувачем піхотою, потім подав у відставку і зайнявся перекладом псалмів і послань апостола Павла.
В історії мистецтва Людовик відомий тим, що під дією промов свого духівника власноруч знищив шедевр Корреджо «Леда і лебідь». Його ім'ям названа Орлеанська вулиця (rue d'Orléans) в Ренні.

## Сім'я
Петро I сподівався просватати за нього свою дочку Єлизавету, однак послу повідомили, що принц «прийняв вже інші зобов'язання». Його обраницею стала Августа, дочка баденського маркграфа Людвіга Вільгельма. Вона померла в молодості (1704—1726), залишивши єдиного сина — Луї-Філіпа, герцога Шартрского, який потім став наступним герцогом Орлеанським.